# Comuna Șerșnivka, Lubnî
Șerșnivka (în ucraineană Шершнівка) este o comună în raionul Lubnî, regiunea Poltava, Ucraina, formată din satele Nazarivka și Șerșnivka (reședința).

## Demografie
Componența lingvistică a comunei Șerșnivka
     Ucraineană (97,12%)
     Rusă (2,27%)
     Alte limbi (0,3%)
Conform recensământului din 2001, majoritatea populației comunei Șerșnivka era vorbitoare de ucraineană (97,12%), existând în minoritate și vorbitori de rusă (2,27%).